# Pé cúbico padrão
Um pé cúbico padrão' (em inglês standard cubic foot, abreviado como scf) é uma medida de quantidade de gás, igual ao pé cúbico de volume a 60 graus Fahrenheit  e 14,73 psi  de pressão. Outras pressões e temperaturas básicas são também usadas.